# 內霍瓦
45°21′11″N 26°18′18″E / 45.35306°N 26.30500°E

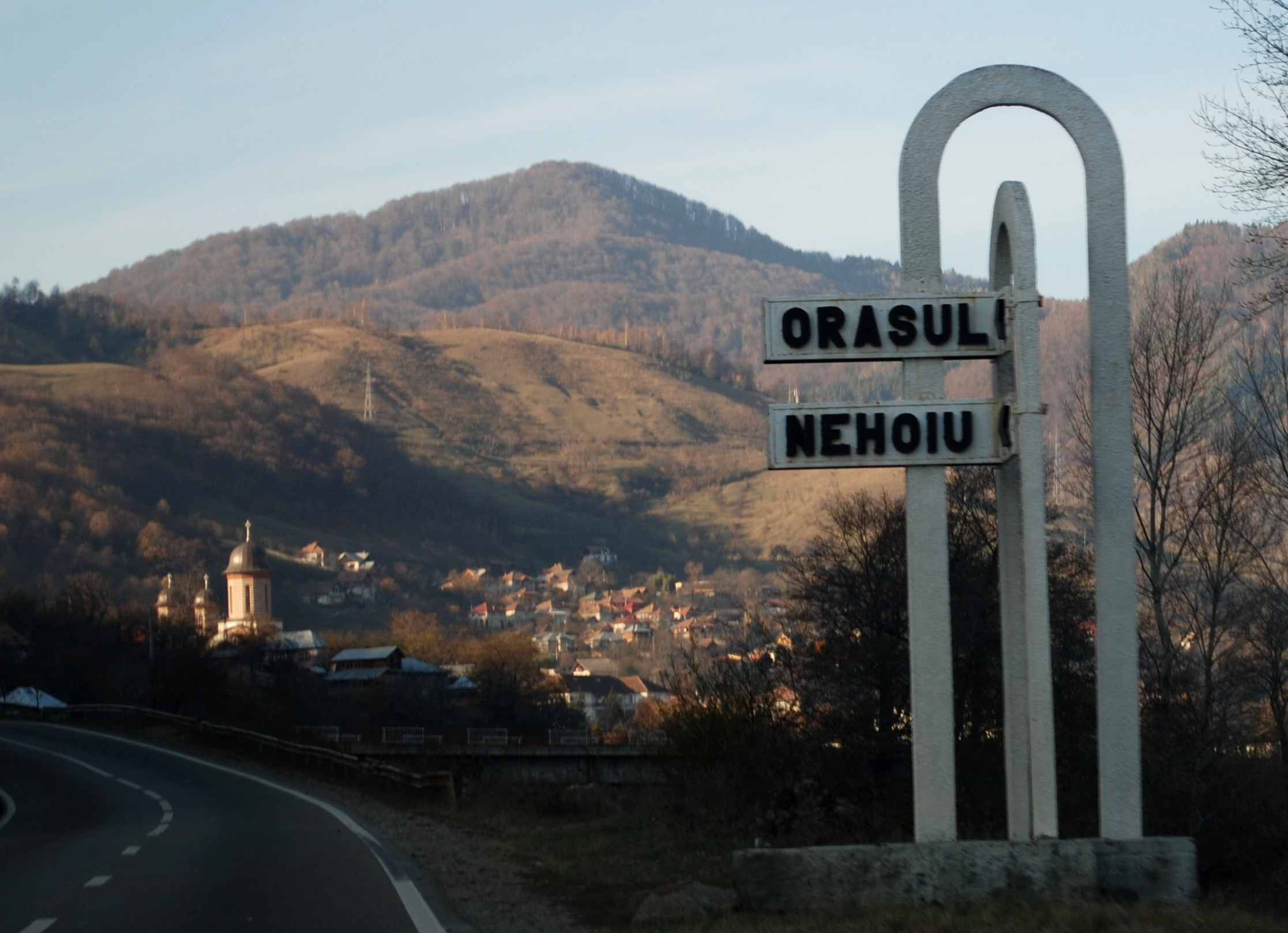

內霍瓦是羅馬尼亞的城鎮，位於該國東南部，距離首府布澤烏51公里，由布澤烏縣負責管轄，面積112.75平方公里，海拔高度450米，2009年人口11,475，大多數居民信奉東正教。

## 外部連結
- Nehoiu tourist information (in English) （页面存档备份，存于）